# Klara Lukan
Klara Lukan (née le 8 septembre 2000 à Novo mesto) est une athlète slovène, spécialiste des courses de fond.

## Biographie
Elle remporte la médaille d'or sur 5 000 mètres aux Championnats d'Europe U20 de 2019, et celle d'argent deux ans plus tard aux Championnats d'Europe U23, où elle s'incline face à l'Italienne Nadia Battocletti.
Début 2025, elle bat coup sur coup le record de Slovénie du 5 kilomètres et du 10 kilomètres.

### Palmarès
| Date | Compétition               | Lieu    | Résultat | Épreuve  | Performance    |
| ---- | ------------------------- | ------- | -------- | -------- | -------------- |
| 2019 | Championnats d'Europe U20 | Borås   | 1re      | 5 000 m  | 16 min 3 s 62  |
| 2021 | Championnats d'Europe U23 | Tallinn | 2e       | 5 000 m  | 15 min 44 s 0  |
| 2024 | Championnats d'Europe     | Rome    | 5e       | 10 000 m | 31 min 34 s 90 |

### Records
| Épreuve       | Performance        | Lieu       | Date            |
| ------------- | ------------------ | ---------- | --------------- |
| 3 000 m       | 8 min 44 s 80 (NR) | Birmingham | 25 février 2023 |
| 5 000 m       | 15 min 1 s 37 (NR) | Montesson  | 10 juin 2023    |
| 10 000 m      | 31 min 13 s 18     | Londres    | 27 août 2004    |
| 5 km (route)  | 14 min 45 s (NR)   | Monaco     | 9 février 2025  |
| 10 km (route) | 30 min 26 s        | Castellón  | 16 février 2025 |